# Blues o starych sąsiadach
Blues o starych sąsiadach – piąty album grupy Pod Budą, pierwsza płyta koncertowa zespołu.
Album jest zapisem koncertu, który odbył się w studiu TV Kraków-Łęg w listopadzie 1991. Koncert, którego realizację telewizyjną zapewnił Janusz Pawelec, wyemitowała Telewizja Polska. Płyta zawiera 17 piosenek pochodzących z trzech pierwszych płyt analogowych grupy Pod Budą. Słowa wszystkich utworów są autorstwa Andrzeja Sikorowskiego.
Płyta kompaktowa ukazała się w 1992 nakładem Kompanii Muzycznej Pomaton Pom CD 022 (był to pierwszy z 7. albumów zespołu wydanych przez tę wytwórnię). W 2004 nakładem Pomatonu EMI ukazało się wydanie specjalne zawierające 2 płyty CD – wznowienia albumów: Blues o starych sąsiadach i Jak kapitalizm to kapitalizm. W 2013 ukazała się reedycja Warner Music Poland: Blues o starych sąsiadach. Na płycie znalazła się jeszcze jedna dodatkowa piosenka – „Ciężkie czasy”.
Album osiągnął status platynowej płyty.

## Muzycy
- Anna Treter – śpiew, instrumenty klawiszowe
- Andrzej Sikorowski – teksty piosenek, śpiew, gitara akustyczna, mandolina (5)
- Grzegorz Schneider – perkusja
- Marek Tomczyk – gitara elektryczna
- Andrzej Żurek – gitara basowa, chórki

gościnnie:
- Jan Hnatowicz – gitara akustyczna (5) i elektryczna (6, 7)

## Informacje uzupełniające
- Realizacja nagrań – Piotr Brzeziński
- Nagłośnienie – Aleksander Galas
- Projekt graficzny okładki, zdjęcia – Aleksander Januszewski, Krzysztof Koszewski
- Zdjęcia zespołu – Ryszard Kornecki